# Harald Jährling
Harald Jährling, född den 20 juni 1954 i Burg bei Magdeburg i Tyskland, död 18 maj 2023, var en östtysk roddare.
Han tog OS-guld i tvåa med styrman i samband med de olympiska roddtävlingarna 1980 i Moskva.